# ProDG
ProDG (niem. Pro Deutschsprachige Gemeinschaft) – belgijska regionalna i chadecka partia polityczna, działająca we wspólnocie niemieckojęzycznej (niem. Deutschsprachige Gemeinschaft).
Partia powstała w 1971 jako Partia Niemieckojęzycznych Belgów (niem. Partei der Deutschsprachigen Belgier), występowała pod skrótem PDB, następnie od 1995 jako PJU-PDB. Od 1974 ugrupowanie to uzyskiwało reprezentację w parlamencie wspólnotowym. W 1981 partia wzięła udział w powołaniu Wolnego Sojuszu Europejskiego. W 2008 na bazie dotychczasowej formacji z inicjatywy Olivera Paascha powołano ProDG. Nowa partia zastąpiła faktycznie PJU-PDB (po raz pierwszy w wyborach w 2009), która ostatecznie została rozwiązana w 2009.
PJU-PDB i ProDG dołączały do rządu regionalnego, zaś po wyborach w 2014 lider partii Oliver Paasch jako pierwszy działacz tego ugrupowania objął stanowisko ministra-prezydenta wspólnoty niemieckojęzycznej.